# Waingapu
Waingapu est un kecamatan dans l'île indonésienne de Sumba dans la province des petites îles de la Sonde orientales. Sa population est d'un peu moins de 11 000 habitants. C'est le chef-lieu du kabupaten de Sumba oriental et la ville la plus importante de l'île.
La ville possède un aéroport, Mau Hau, et est reliée par ferry aux îles voisines.

## Galerie

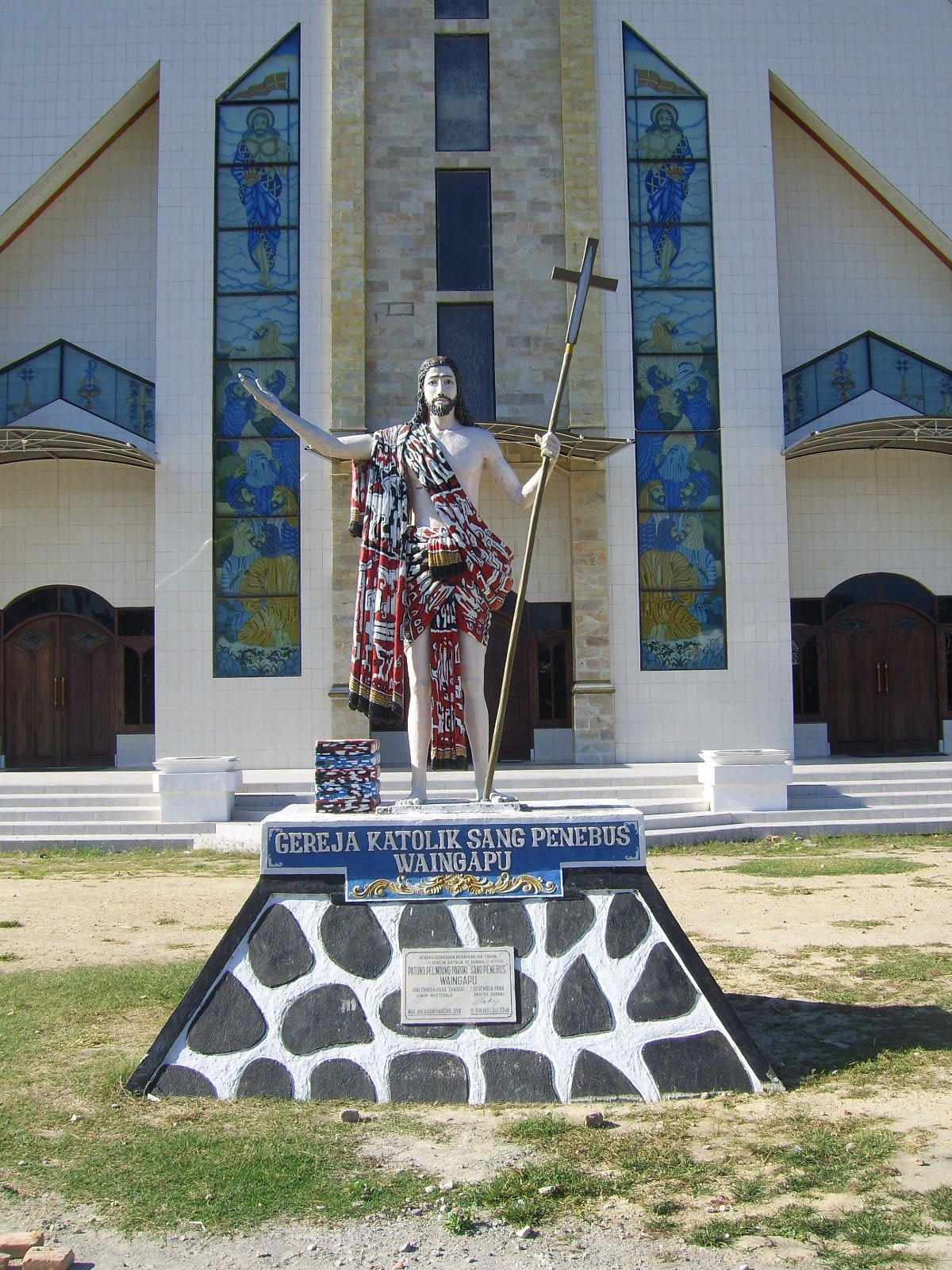
Église catholique à Waingapu
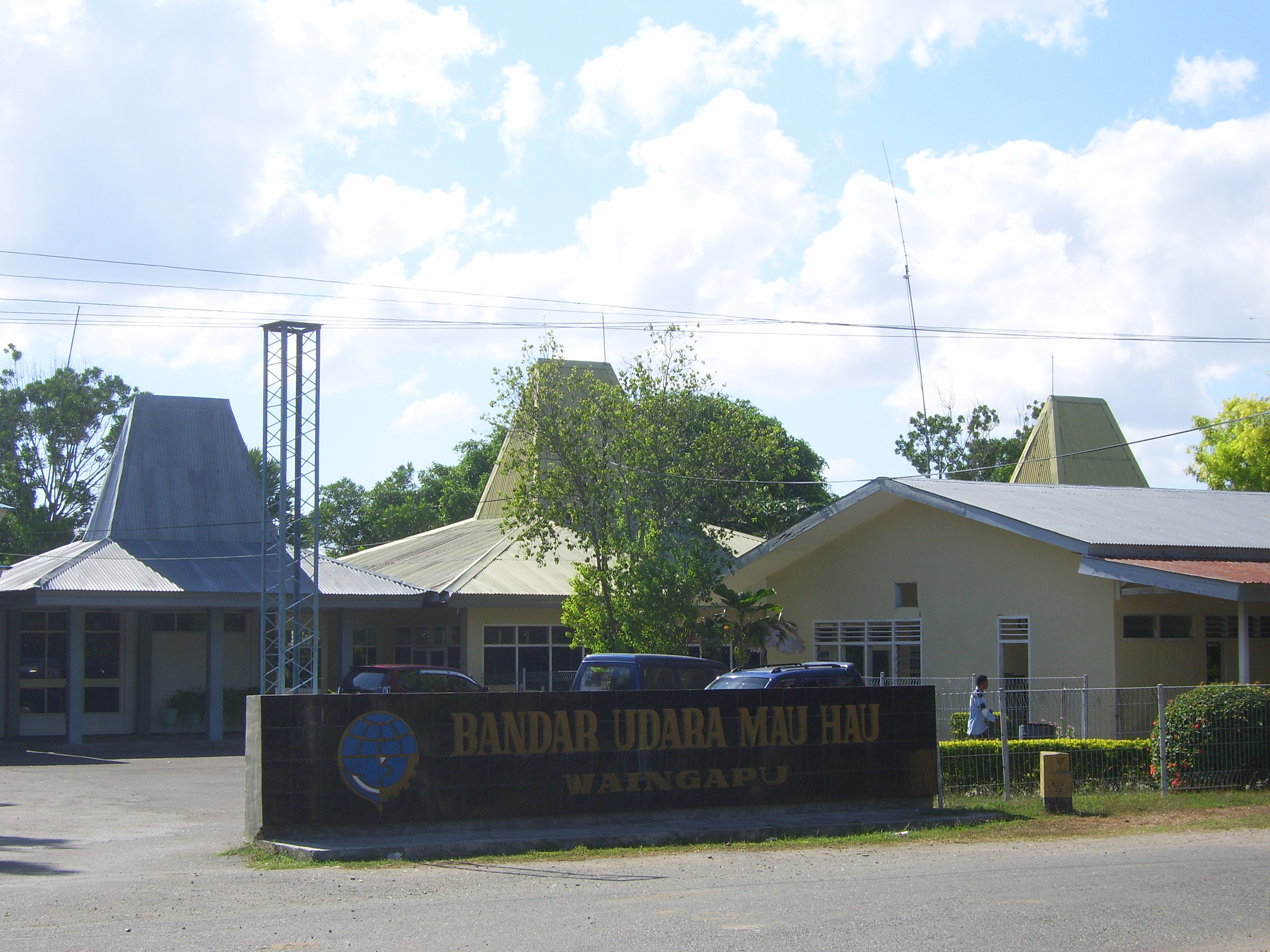
L'aéroport de Waingapu Mau Hau
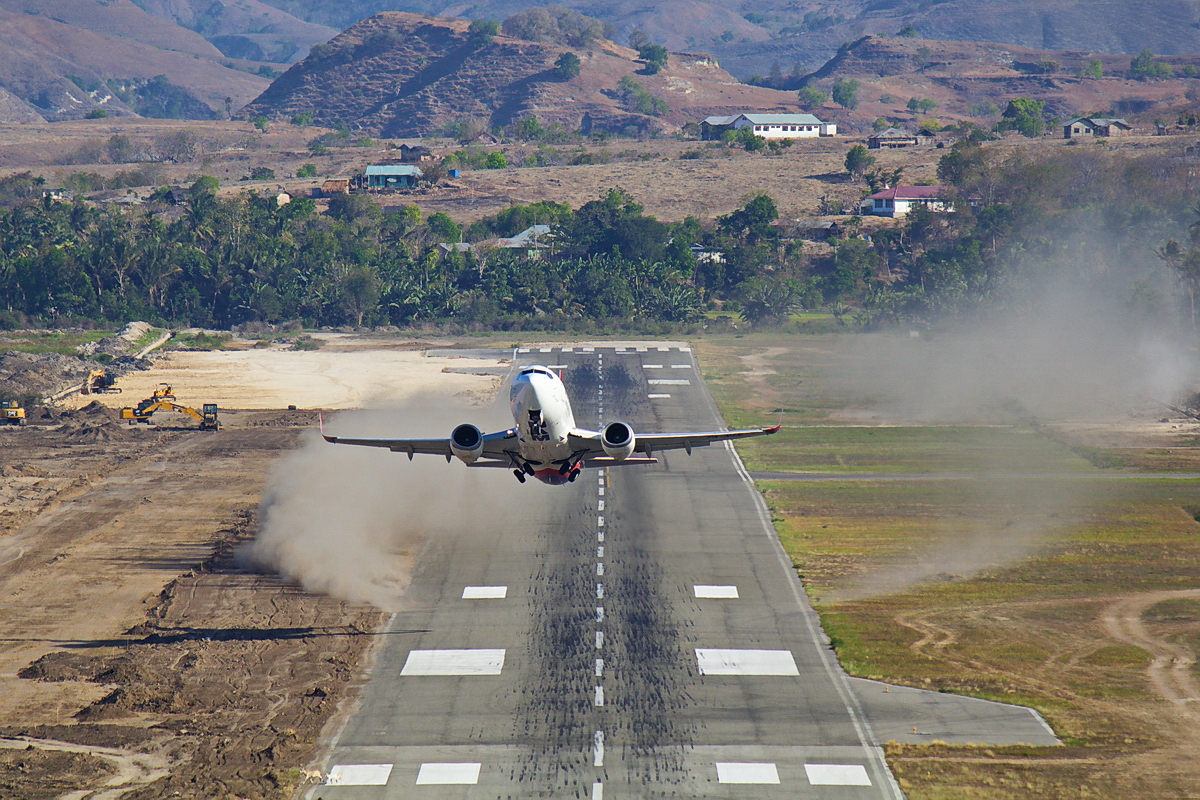
Boeing 737-500 de NAM Air décollant de l'aéroport de Mau Hau